# Centaurea khosraviana
Centaurea khosraviana — вид квіткових рослин айстрових (Asteraceae). Ендемік Ірану (Західно-Азербайджанська провінція).

## Морфологічна характеристика
Багаторічник. Стебла та листки розсіяно волосаті. Філярії густо павутинисті. 

## Етимологія
Вид названо на честь іранського ботаніка Ахмада Хосраві.